# Fushimi, Kyōto
Fushimi (伏見区 (Phục Kiến khu) Fushimi-ku) là quận thuộc thành phố Kyōto, phủ Kyōto, Nhật Bản. Tính đến ngày 1 tháng 10 năm 2020, dân số ước tính của quận là 277.858 và mật độ dân số là 4.500 người/km2. Tổng diện tích của quận là 61,66 km2.

## Giao thông

### Đường sắt
- JR West
  - Tuyến Nara

- Inari
- JR Fujinomori
- Momoyama

- Tàu điện ngầm Kintetsu
  - Tuyến Kyōto

- Kamitobaguchi
- Takeda
- Fushimi
- Kintetsu Tambabashi
- Momoyamagoryomae
- Mukaijima

- Keihan Electric Railway
  - Tuyến Keihan chính

- Fushimi-Inari
- Ryūkokudai-mae-fukakusa
- Fujinomori
- Sumizome
- Tambabashi
- Fushimi-Momoyama
- Chūshojima
- Yodo

- - Tuyến Uji

- Chūshojima
- Kangetsukyō
- Momoyama-minamiguchi
- Rokujizō

- Tàu điện ngầm thành phố Kyōto
  - Tuyến Karasuma

- Kuinabashi
- Takeda

- - Tuyến Tozai

- Daigo
- Ishida

### Cao tốc/Đường bộ
- Cao tốc Meishin
- Đường tránh Keiji
- Cao tốc Keihan Daini (Daini Keihan)